# Iglesia Metodista de Spring Hill
La Iglesia Metodista de Spring Hill es una histórica iglesia metodista ubicada en County Road 89 en el lado sur, aproximadamente a 228 metros al oeste del cruce con County Rd. 49 en Spring Hill, Alabama, Estados Unidos. La iglesia de estilo neogriego fue construida en 1841 por John Fletcher Comer, padre del gobernador de Alabama, Braxton Comer. Fue agregado al Registro Nacional de Lugares Históricos en 1996.